# Бой на улице Бизани
Бой на улице Бизани (греч. Μάχη της Οδού Μπιζανίου), чаще упоминаемый как «Холокост на улице Бизани» (греч.  Το ολοκαύτωμα της οδού Μπιζανίου), в своём первоначальном, греческом, значении слова — героический эпизод, закрепившийся под этими именами в истории греческого Сопротивления.
Эпизод отмечен греческой поэзией. Место жертвы «десяти с улицы Бизани» является местом поклонения жителей афинского района Калитея, членов компартии Греции, Коммунистической молодёжи Греции и организаций ветеранов греческого Сопротивления.

## Событие
К началу 1944 года городские отряды ЭЛАС практически контролировали пригороды Афин, что выделяло на тот момент греческую столицу на фоне других оккупированных столиц Европы.
Оккупационные войска совершали налёты в пригороды, как правило в дневное время суток.
Восхищённый борьбой афинян французский эллинист Роже Милльекс писал, что Афины являлись «столицей европейского Сопротивления».
23 июля 1944 года механизированная часть греческого полковника полиции Бурандаса, сотрудничавшего с СС и гестапо:808, чьё имя стало нарицательным и одиозным, совершило налёт на афинский район Калитея. Городские отряды 1-го (городского) полка ЭЛАС отразили налёт и соединения Бурандаса беспорядочно отступили.
На следующий день около 1500 немецких солдат при поддержке их греческих сотрудников повторили налёт и приступили к массовым арестам. Домик по улице Бизани 10, где находился штаб Сопротивления Калитеи, был окружён сотнями немцев и их сотрудников. Находившиеся там 10 членов ЭПОН (молодёжное крыло Освободительного фронта) не стали искать укрытия и приняли бой.
Защитники домика-штаба, под командованием 19-летнего Д. Василиадиса, располагали только 3 автоматами, 7 винтовками, 10 гранатами и ограниченными боеприпасами. Домик был изрешечён пулемётным и миномётным огнём. Защитники выстояли 5 часов. После того как их боеприпасы иссякли, оставшиеся в живых предпочли не сдаваться и покончили жизнь самоубийством.
К вечеру под давлением прибывших из других районов города отрядов ЭЛАС налётчики отошли в центр города.
Имена «десяти с улицы Бизани»:

| - Яннис Иоакимидис — 17 лет - Спирос Пулименос — 17 лет - Димитрис Галацис — 19 лет - Димитрис Василиадис — 19 лет - Иорданис Пападопулос — 20 лет | - Георгиос Гимнопулос — 21 год - Стелиос Вицензос — 20 лет - Гавриил Миридинос — 25 лет - Алексиу Танасис - Павлос Лигнопулос |

## Память
«Поэтесса Сопротивления» София Мавроиди-Пападаки, написавшая также гимн ЭЛАС, следуя традиции Симонида и его эпитафии 300 спартанцам Леонида, веками повторяющейся греческими поэтами и фольклором, написала следующую «эпитафию десяти»:

Вокруг нас орды пёстрые,

И десять нас в новой Гравье,

И вместо стяга реет наша молодость.

Устлали землю трупами врагов

И с песней свой отдали вздох.

Поведай, путник, как подобает мужам

За Родину все десять здесь легли.

Были написаны и другие эпитафии «десяти с улицы Бизани»: «Вы стали холокостом», «Потоки крови вашей».
В послевоенной Греции после Декабрьских событий 1944 года преследование участников Сопротивления стало обычным явлением. Касательно «десяти с улицы Бизани» примечателен следующий факт: когда мать Спиридона Пулименоса, погибшего за Родину в свои 17 лет, дерзнула запросить пенсию, то ей было отказано с следующей аргументацией: «был убит в бою между ЭЛАС, к которому оный принадлежал, и греческими полицейскими и немецкими солдатами, который (бой) он и его соратники вызвали», следовательно «его смерть вызвана его тяжёлым проступком».
Сегодня, на месте, где некогда стоял домик-крепость, окружённый новыми многоэтажными зданиями, установлен скромный монумент «десяти с улицы Бизани».